# 8067 Helfenstein
8067 Helfenstein eller 1980 RU är en asteroid i huvudbältet som upptäcktes den 7 september 1980 av den amerikanske astronomen Edward L.G. Bowell vid Anderson Mesa Station. Den är uppkallad efter den amerikanske astronomen Paul Helfenstein.
Asteroiden har en diameter på ungefär 23 kilometer och den tillhör asteroidgruppen Maria.